# Nicolae Bărbășescu
Nicolae Bărbășescu (* 19. September 1940 in Brașov) ist ein früherer rumänischer Biathlet.
Nicolae Bărbășescu startete bei den Olympischen Winterspielen 1964 in Innsbruck, beendete das Rennen jedoch nicht. Sportlich erfolgreichstes Großereignis wurden die Biathlon-Weltmeisterschaften 1966 in Garmisch-Partenkirchen, bei denen Bărbășescu sowohl im Einzel wie auch mit Constantin Carabela, Gheorghe Cimpoia und Vilmoș Gheorghe im erstmals offiziell als Bestandteil der WM durchgeführten Staffelwettbewerb Sechster wurde. 1968 trat er ein zweites Mal bei Olympischen Winterspielen an. In Grenoble lief er im Einzel auf den 29. Platz und wurde beim erstmals olympischen Staffelrennen in der Besetzung der WM 1966 Siebter.